# Linia kolejowa nr 339
Linia kolejowa nr 339 – nieczynna linia kolejowa, łącząca stacje Ruszów i Gozdnica.  

## Historia
Krótką, 8-kilometrową linię z Ruszowa do Gozdnicy zbudowano dla potrzeb przemysłu ceramicznego i szklarskiego w okolicach Gozdnicy. Linię otwarto 1 grudnia 1896 r. Obsługę ruchu na linii prowadziły parowozy - tendrzaki produkcji Krauss-Maffei (BR 98.74) z wagonami budowanymi w Bawarii dla LAG. Na trasie linii usytuowano 1 stację (Gozdnica), 2 przystanki (Ruszów Szklarnia i Dębiny), 2 bocznice (Ruszów Zakłady Drzewne i Gozdnica Zakłady Dachówki, Gozdnica - lotnisko polowe). W 1939 roku kursowały 3 pary pociągów dziennie, w 1944 roku - 5 par w dni robocze, 4 w dni wolne. W 1945 r. tory na linii zostały rozebrane przez Armię Czerwoną i dopiero w 1947 roku linia pojawiła się w rozkładzie. Początkowo 3 pary pociągów, a od 1948 roku 2 pary poc. Do końca kursów osobowych tj. do 1962 roku kursowały 2 pary na dobę - kurs poranny i wieczorny. Pociągi towarowe kursowały jeszcze do 1999 roku. Ostatni pociąg do Gozdnicy dojechał 28 kwietnia 2002 r. - pociąg specjalny (towos) z Wolsztyna prowadzony parowozem Ty3-2. Linia była przejezdna do 2005 r., a ostatecznie rozebrano ją w lutym 2015 roku. 